# Wyższe Seminarium Duchowne Katolickiego Kościoła Narodowego
Wyższe Seminarium Duchowne Katolickiego Kościoła Narodowego – seminarium duchowne Katolickiego Kościoła Narodowego w Polsce.
Założone 28 lipca 2015 roku przez bpa Adama Rośka. Znajduje się we Wrocławiu. Nauka trwa 5 lat.
Od roku 2024 realizuje ono także studium teologiczne dla osób świeckich oraz chrześcijan katolików nie będących członkami Katolickiego Kościoła Narodowego.
Wśród wykładowców Seminarium obok duchownych i świeckich członków KKN są także profesorowie wyznania rzymskokatolickiego.